# Vox Sola
Vox Sola is de 21e aflevering van de serie Star Trek: Enterprise van 97 in totaal.

## Verloop van de aflevering in hoofdlijnen
De bemanning van de USS Enterprise heeft voor het eerst contact met een buitenaards ras genaamd Kreetassan. Dit contact verloopt rampzalig. Al snel vertrekken de gasten van de Enterprise, maar er blijkt wel een organisme van hun schip naar de Enterprise gekomen te zijn. Dit organisme is niet humanoïde en verstopt zich ergens op het schip. Het bestaat uit een witte massa die in staat is personen als in een spinnenweb vast te houden. Tevens vertoont een gescheiden onderdeel van het wezen ook tekenen van leven (vergelijkbaar met o.a. regenwormen).
Als een aantal bemanningsleden van de Enterprise vastzit in de wirwar van draden, wordt door de rest van de bemanning koortsachtig naar een manier gezocht hen te bevrijden. Een aantal keren lukken verscheidene door verschillende bemanningsleden bedachte bevrijdingsmethoden niet, terwijl de levenstekenen van de bemanningsleden die vastzitten afnemen. Hierdoor ontstaat spanning tussen dokter Phlox en luitenant Malcolm Reed. Reed wil dat Phlox onderzoekt hoe het organisme makkelijk uit te schakelen is aan de hand van een monster. Phlox is daar op tegen, omdat het organisme wellicht intelligent is en het doden van het wezen volgens hem onethisch zou zijn.
Uiteindelijk wordt het monster met rust gelaten en aan een andere oplossing gewerkt. Die vindt communicatie-expert Hoshi Sato in de vorm van communicatie door wiskundige frequenties te gebruiken. Zo weet zij het organisme duidelijk te maken dat ze het naar zijn thuisplaneet zullen brengen als hij de bemanning vrijlaat, waarna dit gebeurt. Aan het einde van de aflevering wordt het wezen (inclusief eerder afgenomen monster) teruggebracht.

## Achtergrondinformatie
- De Kreetassaanse kapitein wordt gespeeld door Vaughn Armstrong. Het is het twaalfde personage binnen Star Trek dat hij speelde, waaronder ook zijn rol als admiraal Maxwell Forrest valt.
- De titel betekent Eenzame stem (vertaald uit het Latijn).
- Dit is een van zeven Star Trekafleveringen met een Latijnse titel uit alle series.

## Acteurs

### Hoofdrollen
- Scott Bakula als kapitein Jonathan Archer
- John Billingsley als dokter Phlox
- Jolene Blalock als overste T'Pol
- Dominic Keating als luitenant Malcolm Reed
- Anthony Montgomery als vaandrig Travis Mayweather
- Linda Park als vaandrig Hoshi Sato
- Connor Trinneer als overste Charles "Trip" Tucker III

### Gastacteurs
- Vaughn Armstrong als Kreetassaanse kapitein
- Joseph Will als Michael Rostov
- Renee E. Goldsberry als J. Kelly

### Bijrollen die niet in de aftiteling vermeld zijn
- Adam Anello as an operations division crewman
- Jef Ayres als bemanningslid Haynem
- Steve Blalock als bemanningslid Zabel
- Solomon Burke junior als bemanningslid Billy
- Amy Kate Connolly als een bemanningslid van de Enterprise
- Mark Correy als bemanningslid Alex
- Evan English als bemanningslid Tanner
- Hilde Garcia als bemanningslid Rossi
- Lindly Gardner als een bemanningslid van de Enterprise
- Glen Hambly als een bemanningslid van de Enterprise
- Aldric Horton als een bemanningslid van de Enterprise
- John Jurgens als een bemanningslid van de Enterprise
- Martin Ko als een bemanningslid van de Enterprise
- Mark Major als een Kreetassaan
- Marlene Mogavero als een bemanningslid van de Enterprise
- Louis Ortiz als een Kreetassan
- Thelma Tyrell als een bemanningslid van de Enterprise
- Cynthia Uhrich als een bemanningslid van de Enterprise
- John Wan als een bemanningslid van de Enterprise
- Mark Watson als een bemanningslid van de Enterprise
- Gary Weeks als een bemanningslid van de Enterprise
- Prada als Porthos